# George Hutson
George William Hutson (Lewes, East Sussex, 22 de desembre de 1889 – Venizel, Aisne, 14 de setembre de 1914) va ser un atleta anglès que va competir a començaments del segle xx. En el seu palmarès destaquen dues medalles als Jocs Olímpics de 1912.
El 1912 va prendre part en els Jocs Olímpics d'Estocolm, on disputà dues proves del programa d'atletisme. Tant en els 5.000 metres com en els 3.000 metres per equips guanyà la medalla de bronze.
Hutson morí al camp de batalla durant la Primera Guerra Mundial, mentre servia coma sergent amb la Royal Sussex Regiment durant la Primera batalla del Marne. El seu cos no fou recuperat i el seu nom és recordat al memorial de La Ferté-sous-Jouarre.